# Lista de mares

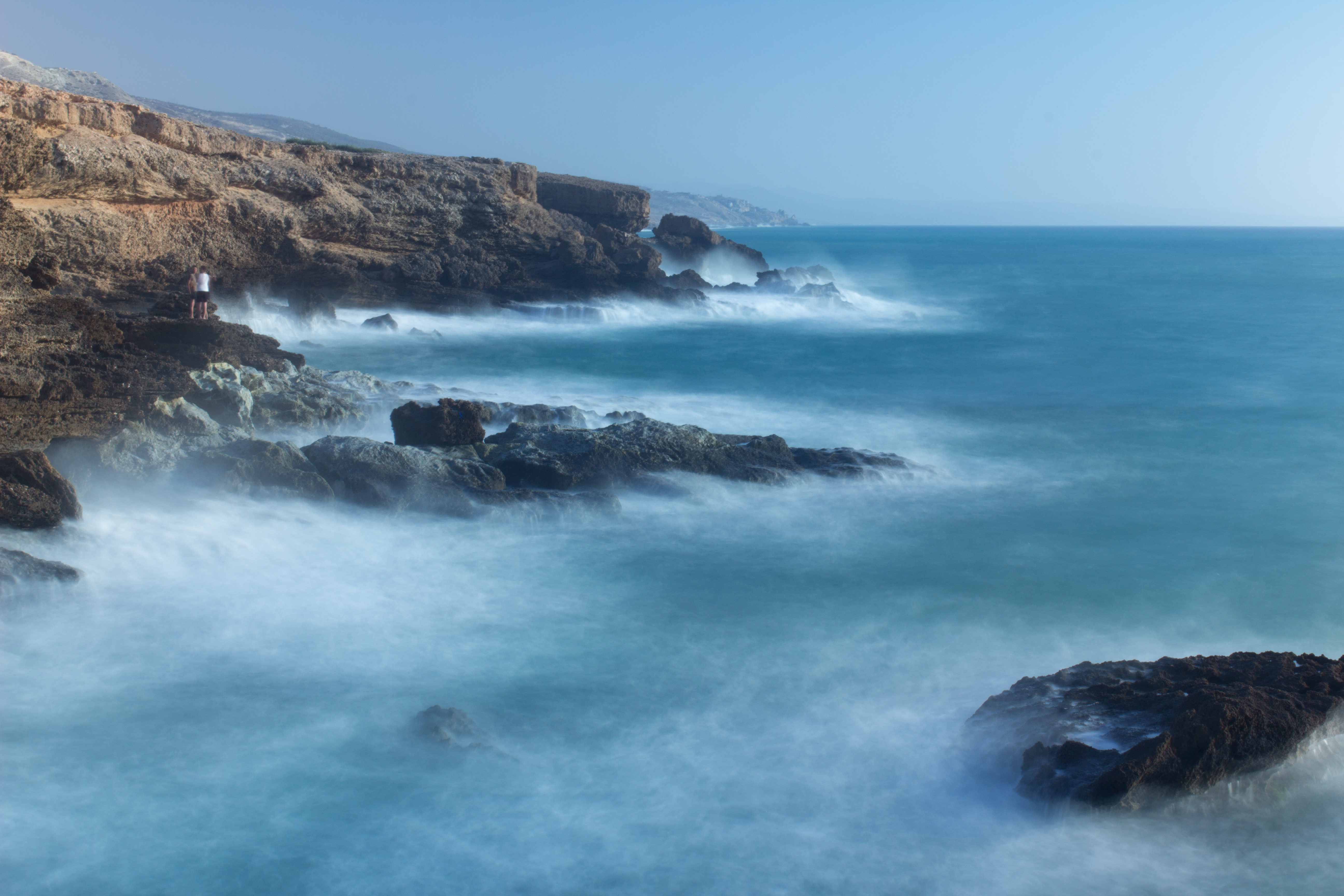
Costa do Mediterrâneo.

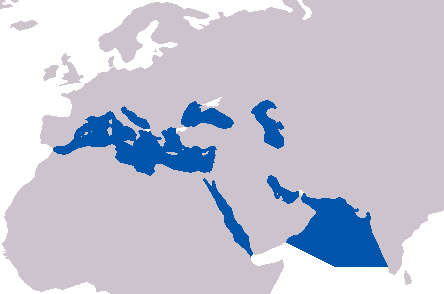
Os sete mares greco-romanos.

O mar é uma longa extensão de água salgada conectada com um oceano. O termo também é usado para grandes lagos salinos que não tem saída natural (denominados de mares fechados), como o mar Cáspio, o mar Morto, o mar de Aral entre outros. O termo é usado para designar uma parte do oceano, como mar tropical ou água do mar referindo-se às águas oceânicas.
A água do mar é transparente. Mas, quando se observa, ela parece azul, verde ou até cinzenta. O reflexo do céu não torna o mar azul, o que torna o mar azul é o fato de que a luz azul não é absorvida, ao contrário do amarelo e do vermelho. Também depende da cor da terra ou das algas transportadas pelas suas águas. A partir de uma certa profundidade, as cores começam a sumir do fundo do mar. A primeira cor a desaparecer é a vermelha, aos seis metros; depois, aos quinze, some a amarela, até chegar a um ponto em que só se verá a cor azul.
Durante milhões de anos, a chuva formou cursos de água que iam dissolvendo lentamente rochas de todos os períodos geológicos, nas quais o sal comum é encontrado em abundância (esse sal se soltava das rochas). Esses cursos de água desembocavam no mar. Como todos os rios correm para o mar, ele ficou com quase todo o sal.
Muitos mares são mares marginais.
Durante a Idade Média e até a descoberta do novo mundo, os famosos "sete mares" eram: mar Glacial (Ártico), mar da França, mar da Espanha, mar Oceânico, mar das Antilhas, mar Austral (oceano Atlântico) e o mar das Índias.
Essa divisão do mundo em sete mares, quatro continentes e quatro rios, é mais filosófica que realmente cartográfica. Atualmente são considerados como os Sete Mares do mundo os oceanos: 
- Pacífico Norte
- Pacífico Sul
- Atlântico Norte
- Atlântico Sul
- Índico
- Ártico
- Antártico

## Lista de mares, divididos por oceano

### Oceano Pacífico
- Mar de Bering
- Golfo do Alasca
- Golfo da Califórnia
- Mar de Okhotsk
- Mar do Japão
- Mar da China Oriental
- Mar da China Meridional
- Mar de Sulu
- Mar de Celebes
- Mar de Mindanau
- Mar das Filipinas
- Mar de Flores
- Mar de Banda
- Mar de Arafura
- Mar de Timor
- Mar de Ross
- Mar de Amundsen
- Mar de Bellingshausen
- Mar de Java
- Mar das Molucas
- Mar de Ceram
- Mar de Halmahera

### Oceano Atlântico

#### A leste – Europa e África
Varrendo a borda leste do oceano Atlântico, de norte para sul, encontramos:
- Mar da Noruega, entre a costa da Noruega e a Islândia;
- Mar Báltico, conectado ao Mar do Norte pelo estreito de Öresund;
  - Golfo de Bótnia, entre Suécia e Finlândia;
  - Mar de Åland, ao sul de Bótnia, entre a costa sueca e as ilhas de Åland;
  - Mar do Arquipélago, a sudoeste da Finlândia e contendo o maior arquipélago do mundo;
  - Golfo da Finlândia, entre a Finlândia e a Estônia;
  - Golfo de Riga, uma grande baía na Letônia, ao sul da ilha estoniana de Saaremaa;
- Mar do Norte, a leste da Grã-Bretanha, noroeste dos Países Baixos e oeste da Dinamarca;
  - Mar Frísio, uma zona entremarés no litoral da Holanda, Alemanha e Dinamarca;
  - Canal da Mancha entre França e Grã-Bretanha;
- Mar da Irlanda, entre a Irlanda e a Grã-Bretanha;
- Mar Celta, ao sul da Irlanda e ao norte do Cantábrico;
- Mar Cantábrico (ou golfo de Biscaia) ao norte da Espanha e sudoeste da França;
- Mar da Palha, entre Lisboa e Setúbal (Portugal);
- Mar Mediterrâneo, que se interpõe entre Europa e África e se divide em outros mares interiores, que são, de oeste para leste (aqueles marcados com asterisco não são oficialmente reconhecidos pela OHI[1] mas são ou já foram nomes usuais): 
  - Mar de Alborão, entre Espanha e Marrocos, a partir do estreito de Gibraltar;
  - Mar das Baleares, entre a costa da Catalunha e as ilhas Baleares;
  - *Mar da Sardenha, porção do Mediterrâneo entre as Baleares e as ilhas de Córsega e Sardenha;
  - Mar de Ligúria, uma baía no noroeste da Itália (Ligúria e Toscana), ao norte das ilhas de Córsega e Elba;
  - Mar Tirreno, ao sul do Mar da Ligúria, limitado pela costa oeste da Itália e pelas ilhas de Córsega, Sardenha e Sicília;
  - Estreito da Sicília, entre a costa sul da Sicília e o norte da Tunísia;
  - Mar Adriático, entre a Itália e os Bálcãs;
  - Mar Jônico, ao sul do Adriático, entre as províncias do sul da Itália (Calábria e Sicília) e o noroeste da Grécia (em especial as ilhas Jônicas);
  - Golfo de Sidra, uma grande bacia na costa norte da Líbia;
  - Mar Egeu, entre a Grécia e a Turquia;
    - *Mar Trácio, porção norte do Egeu, entre a República da Macedônia, a Trácia e o noroeste da Turquia;
    - *Mar Mirtoico, porção sudoeste do Egeu, entre as Cíclades e o Peloponeso;
    - *Mar de Creta, ao sul do Egeu e das Cíclades e ao norte de Creta;

  - *Mar da Líbia, porção do Mediterrâneo entre a costa leste da Líbia e a ilha de Creta;
  - Mar de Mármara, entre as partes europeia e asiática da Turquia, ligado ao Egeu pelo Estreito de Dardanelos e ao mar Negro pelo estreito de Bósforo;
  - Mar Negro, encravado entre a Europa, a Anatólia e o Cáucaso, ligado ao mar de Mármara pelo estreito de Bósforo;
    - Mar de Azov, um enclave do mar Negro, represado entre a península ucraniana da Crimeia e a península russa de Taman. É ligado ao mar Negro pelo estreito de Kerch;

  - *Mar Levantino, porção do Mediterrâneo que banha o Egito, o Levante e o sudeste da Turquia.
- Golfo da Guiné, no continente africano.

#### Borda oeste – Américas
Varrendo a borda leste do oceano Atlântico, de norte para sul, encontramos:
- Baía de Baffin, entre a Groenlândia e a parte insular do Canadá;
- Baía de Hudson, encravada no Canadá e também alimentada pelo Oceano Ártico;
  - Baía de James, prolongamento para sul de Hudson, entre as províncias canadenses de Ontário e Quebec;
- Mar do Labrador;
- Golfo de São Lourenço;
- Golfo do México;
  - Baía de Campeche, sul do golfo do México, banhando os estados México de Campeche, Tabasco e Veracruz;
- Mar do Caribe;
  - Golfo da Venezuela;
- Mar dos Sargaços;
- Mar Argentino.

### Oceano Índico
- Mar Vermelho
- Golfo de Áden
- Golfo Pérsico
- Mar de Aral
- Golfo de Omã
- Mar Arábico
- Baía de Bengala
- Mar Andamão
- Mar Morto

### Oceano Ártico
- Mar de Barents
- Mar de Kara
- Mar de Beaufort
  - Golfo de Amundsen
- Mar de Chukchi
- Mar de Laptev

## Mares extraterrestres
Lunar maria são vastas planícies basálticas na Lua que foram chamadas de mares porque os primeiros astrônomos pensavam que estas eram corpos de água, e se referiram a elas como mares.
Assume-se que há água líquida sob a superfície de muitas luas, mais marcadamente Europa, uma lua de Júpiter.
Também se sabe, graças a sonda Cassini, que existem imensas concentrações de metano líquido na superfície de Titã, uma lua de Saturno (se bem que estes estão mais para lagos do que para mares). Assim, Titã se tornou o primeiro corpo extraterrestre que comprovadamente tem tanto líquido em sua superfície.
Além disso especula-se que haja mares (ou até oceanos) em várias outras parte do Sistema Solar, principalmente no interior de satélites, planetas e planetas anões.
Por exemplo, já foi confirmado que gigantescos rios correram por Marte antes de sua desertificação, e que seus resquícios sobrevivem até hoje na forma de mares subterrâneos.